# 威廉一世 (荷蘭伯爵)
威廉一世（荷蘭語：Willem I van Holland，約1167年—1222年2月4日），荷蘭伯爵，1203年至1222年在位。
威廉一世的哥哥德克七世於死前指定自己的女兒艾達為繼承人，但威廉一世拒絕接受。雙方爆發了隆恩戰爭，最終威廉一世獲得勝利。

## 家庭
1197年，威廉一世與海爾德的雅萊德結婚，兩人共有2子1女：
1. 艾達（1208年—1258年）
2. 弗洛里斯（1210年—1234年）
3. 奧托三世（英语：Otto III van Holland）（？年—1249年）